# Błażki (obwód mohylewski)
Błażki (biał. Блажкі; ros. Блажки) – wieś na Białorusi, w obwodzie mohylewskim, w rejonie horeckim, w sielsowiecie Lenino. W 2009 roku była opuszczona.